# Elias Gouret de la Primaye

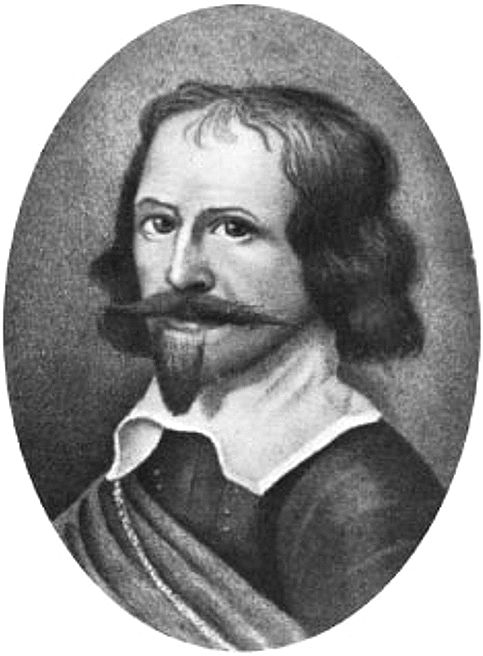
Portret van Elias Gouret de la Primaye (Béarn 1586-Épendes 1656)

Elias Gouret (Béarn (Bretagne), 1586 - kasteel Épendes (Zwitserland), 4 december 1656), heer van la Primaye en le Plessis (in archieven meestal Elias de la Primaye genaamd, in de literatuur ook wel Duplessis-Gouret), ridder, was een Frans protestants edelman in dienst van de Staten-Generaal en leden van het Oranjehuis. Hij was de initiator van het Kanaal van Entreroches in Zwitserland.

## Achtergrond
Elias (in het Frans: Elie) Gouret stamde uit protestantse Bretonse landadel. Hij werd geboren als zoon van Guillaume Gouret, heer van Onglepied, ridder, en Jeanne du Plessis. Zijn vader had door politiek-religieuze strubbelingen (de Bretonse guerre de la Ligue van 1588-1598) een groot deel van zijn fortuin verloren en overleed in 1601. Elias was heer van La Primaye in het Bretonse departement Morbihan, en, door erfenis via zijn moeder, die in 1603 overleed, heer van Le Plessis-Saint-Dolay, eveneens in Morbihan. In de wandeling werd hij aangeduid als ‘de heer (van) La Primaye’.

## Loopbaan
De la Primaye zou als soldaat naar de Lage Landen zijn gekomen. In 1604 woonde hij al in Delft; hij moet toen 18 jaar zijn geweest. In 1607 trouwde hij in Delft en woonde toen in het Prinsenhof. Volgens een Zwitserse biografie zou Gouret in het leger van Gaspard de Coligny hebben gediend; dat was Gaspard III (1584-1646), maarschalk van Frankrijk sinds 1622, kleinzoon van de Gaspard die de schoonvader van Willem I was.
In 1623 en 1626 was De la Primay in Delft hofmeester van prinses Emilia van Nassau, getrouwd met Don Emanuel van Portugal, en vanaf 1629 trad hij op als gemachtigde van de prinsessen van Portugal, de dochters van Emilia en Emanuel.,
In 1638 was De la Primaye hofmeester van de graaf van Culemborg, Floris II van Pallandt (1577-1639). De graaf was getrouwd met Catharina van den Bergh, dochter van Maria van Nassau (1539-1599), een zuster van prins Willem I en onderhield nauwe banden met Emanuel van Portugal en prinses Emilia.

## Kanaal van Entreroches
De la Primaye kwam in 1635 met het opmerkelijke idee voor een kanaal tussen het Meer van Genève en het Meer van Neuchâtel, dat de Noordzee met de Middellandse Zee moest verbinden. Hij beijverde zich dit denkbeeld te verbreiden en vond financiers voor zijn project. Tussen 1637 en 1648 werd daadwerkelijk een deel daarvan uitgevoerd: het niet meer gebruikte maar grotendeels nog bestaande Kanaal van Entreroches. Onder de beleggers bevonden zich vooraanstaande personen als Constantijn Huygens, met drie honderdste van de aandelen. Het project verliep zeer moeizaam, zodanig, dat Huijgens in 1653 aan A. de Wicquefort te Parijs schreef over ‘nostre malheureux canal’ schreef: ‘Voyez où nous en sommes, depuis qu’un honeste homme à qui nous avions à faire, en se trompant soy mesme nous a trompez: c’est le pauvre de la Primaye, qui s’est ruiné inutilement’.
In 1641 woonde De la Primaye in Genève. Hij overleed in 1656 in Épendes, in het kasteel van die naam, een nog bestaand groot zestiende-eeuws huis in het midden van het gehucht Épendes, ongeveer 5 km. ten zuiden van Fribourg (Vaud). Zijn tweede vrouw overleed daar in 1668.

## Familie
In 1607 trouwde De la Primaye in Delft met Isabella Leunis van Berthem, geboren in Antwerpen als dochter van Loijs Leunis en Lucretia le Febure, overleden in 1625. In 1627 hertrouwde hij met Geertruij de Bije, geb. ca. 1583, hofdame, overleden kasteel Épendes 1668, mogelijk een dochter van Philips de Bije en ‘Gilbert Clouck’. Uit deze huwelijken kwamen ten minste zeven zoons voort, waaronder de Franse kolonel André du Plessis-Gouret (1633-1719), en de Brandenburgse kolonel Isaac du Plessis-Gouret (1637-1684).